# 129743 Grimaldi
129743 Grimaldi è un asteroide della fascia principale. Scoperto nel 1999, presenta un'orbita caratterizzata da un semiasse maggiore pari a 2,2170991 au e da un'eccentricità di 0,0883204, inclinata di 2,67809° rispetto all'eclittica.
L'asteroide è dedicato all'astronomo italiano Francesco Maria Grimaldi.